# RahXephon
RahXephon (ラーゼフォン, Rāzefon) é uma série anime de ficção científica sobre o jovem Ayato Kamina, e sua habilidade para controlar um robô poderoso conhecido como RahXephon. A história começa no princípio do século XXI no Japão, onde, Tóquio aparentemente pacífico é repentinamente atacada.
A série de 26 episódios foi dirigida por Yutaka Izubuchi, produzida por Bones] e lançada entre 21 de janeiro a 10 de setembro de 2002. Foram feitos um filme, baseado na série, novelas, jogos, um episódio OVA extra, e vários livros ilustrados também foram criados. Além de uma pequena adaptação em mangá.
A música, o mistério e as intrigas entre os personagens são os elementos principais da trama de RahXephon. A série mostra influências claras de filosofía, folclore japonês e da literatura ocidental, em particular dos escritos de James Churchward.
Izubuchi disse que RahXephon era sua intenção de estabelecer um novo padrão para animes de mecha, assim como trazer um novo aspecto de séries de mechas dos anos 70 como Brave Raideen.

## Ficha técnica
- Realização : Yutaka Izubuchi
- Música : Hashimoto Khiko / Yoko Kanno
  - Tema de abertura:

1. "Hemisphere" (ヘミソフィア) de Maaya Sakamoto (eps 2-3,5-25)
2. "Hemisphere (Instrumental)" (ヘミソフィア) de Maaya Sakamoto (ep 4)

- - Tema de encerramento:

1. "Yume no Tamago (Fledgling Dream)" (夢の卵) de Ichiko Hashimoto e Mayumi Hashimoto (eps 1-25)

## Atores de voz

### Versão em japonês (Seiyu)
- Hiro Shimono : Kamina Ayato
- Houko Kuwashima : Kisaragi Kuon
- Maaya Sakamoto : Mishima Reika

### Versão em francês
- Fabien Briche :  Ayato Kamina
- Agnès Manaury :  Haruka Shitow
- Celia Charpentier : Kuon Kisaragi
- Éric Peter : Jin Kunugi
- Alexandre Olivier : Soichi Yagumo
- Martial Leminoux : Itsuki Kisaragi
- Cyril Artaux : Makoto Isshiki
- Patrick Bethune : Oji Futagami

### Versão em inglês
- Chris Patton : Ayato Kamina
- Monica Rial : Haruka Shitow
- HKira Vincent-Davis : Kuon Kisaragi
- Mandy Clark : Reika Mishima
- Hilary Haag : Megumi Shitow